# Józef Karo
Józef ben Efraim Karo (hebr. יוסף קארו; znany jako ha-Mechaber, pol. Autor, lub pod akronimem Maran, pol. Nasz Mistrz) (ur. 1488 w Toledo; zm. 24 marca 1575 w Safedzie) – jeden z największych rabinów, posek, kabalista, czynny na przełomie XV i XVI wieku w Safedzie. Jedna z najważniejszych postaci w historii halachy (prawa żydowskiego), nadal będąca wielkim autorytetem dla wyznawców judaizmu.

## Życiorys
Józef (Josef) Karo urodził się w 1488 roku w mieście Toledo w Koronie Kastylii i Leónu (obecna Hiszpania). Po wydaniu w 1492 roku edyktu z Alhambry jego rodzina była zmuszona wyjechać do Królestwa Portugalii. Zamieszkali wówczas w Lizbonie. Po wypędzeniu Żydów z Portugalii w 1497 roku, musieli opuścić Półwysep Iberyjski i znaleźli schronienie w Imperium Osmańskim. Po śmierci ojca dorastał w Konstantynopolu u swojego wuja, rabina Izaaka Karo. Ożenił się z córką rabina Izaaka Saba, przy którym studiował Talmud.
W latach 1520–1523 mieszkał w mieście Edirne w północno-zachodniej części Turcji. Około 1522 roku zaczął pisać dzieło Bejt Josef („Dom Józefa”), które było obszernym komentarzem do halachicznego dzieła Arba'ah Turim napisanego na początku XIV wieku przez rabina Jakuba ben Aszera.
Po śmierci swojej pierwszej żony Józef Karo poślubił córkę znanego talmudysty rabina Chaima Albalaga i zamieszkał w Nikopolu w północnej Bułgarii (lata 1523–1533). Gdy ponownie owdowiał, ożenił się z córką bogatego talmudysty Zachariasza Seschela. Postanowił wtedy spędzić resztę życia w Ziemi Izraela. Po drodze spędził kilka lat w Salonikach, gdzie spotkał się ze znanym kabalistą Józefem Taitazakiem, i Konstantynopolu. W 1535 roku dotarł do Palestyny i rok później zamieszkał w Safedzie w Górnej Galilei. Został uczniem rabina Jakuba Beraba, który wywarł na niego silny wpływ.
Entuzjastycznie przyjął plany Beraba o restytucji smichy, która była zawieszona przez ponad tysiąc lat. W 1538 roku w Safedzie spotkało się dwudziestu pięciu rabinów, którzy wyświęcili (smicha) rabina Beraba. Dało mu to prawo wyświęcania dowolnej liczby rabinów, w celu przywrócenia Sanhedrynu. Następnie rabin Berab udzielił smichy naczelnemu rabinowi Jerozolimy Leviemu ibn Habibowi oraz rabinom Józefowi Karo, Mojżeszowi Trani i Józefowi Sagisowi. Proces ten został jednak zatrzymany z powodu osobistych sporów Beraba z Habibem. Po śmierci w 1546 roku rabina Beraba, Józef Karo został jego następcą, i wraz z rabinem Mojżeszem Trani kierował sądem rabinicznym w Safedzie. W owym czasie sąd rabiniczny w Safedzie był najważniejszy dla społeczności żydowskiej w całej Palestynie, a nawet dla diaspory. Tak więc, nie było spraw żydowskich o znaczeniu lokalnym lub globalnym, które by mogły ujść uwagi rabina Karo. Orzeczenia sądu w Safedzie były powszechnie akceptowane jako ostateczne i wiążące, a halachiczne decyzje i wyjaśnienia Karo były uważnie analizowane przez rabinów w każdym zakątku diaspory. Karo jako jedyny odważył się udzielić smichy rabinowi Mojżeszowi Alszechowi, który następnie około 1590 roku udzielił smichy rabinowi Chaimowi Vitalowi. Karo założył także jesziwę w Safedzie, w której nauczał Talmudu ponad 200 studentów. Jednym z jego uczniów był Mojżesz Kordowero. Na starość, w wieku około 80. lat, Karo ożenił się po raz czwarty. Zmarł 24 marca 1575 roku (13 nisan 5335 r.) w Safedzie i został pochowany starym cmentarzu.

## Dzieła
W związku z częściowym rozpadem życia żydowskiego po wygnaniu z Hiszpanii, oraz działalnością różnorodnych organów talmudycznych w różnych krajach, Józef Karo podjął się pracy w celu ujednolicenia zwyczajów judaizmu. Pierwszym i największym jego dziełem był wydany w latach 1550–1559 komentarz Bejt Josef (Dom Józefa). Karo zebrał w nim decyzje prawne trzech największych talmudystów: Izaaka Alfasiego, Majmonidesa i Aszera ben Jechiela. Gdy znajdywał różnicę w ich poglądach, Karo przyjmował decyzję większości jako ostateczną. Ten sposób postępowania był jednak obarczony jedną poważną wadą. Mianowicie Majmonides i Alfasi byli sefardyjczykami, i ich decyzje były zazwyczaj podobne, reprezentujące sefardyjski punkt widzenia. Stawiało to w gorszym położeniu Żydów aszkenazyjskich. W trudnych kwestiach prawnych Karo podejmował samodzielne decyzje, wykraczając daleko poza kodeks Majmonidesa (ograniczał się on głównie do Talmudu). W ten sposób Karo usystematyzował ogromną ilość materiału spisanego przez talmudycznych rabinów. Komentarz ten pokazał zdumiewającą wiedzę talmudyczną i prawniczą, jaką posiadał Karo. Na jego braki zwrócił uwagę rabin Mojżesz ben Israel Isserles, pobudzając Karo do wydania w 1565 roku w czterech częściach komentarza Szulchan Aruch (Nakryty stół). Była to kontynuacja wcześniejszego komentarza. Praca ta również nie została przyjęta bez sprzeciwu i krytyki, ale po upływie stu lat, w wyniku pewnych zmian i poprawek (wydany w 1571 r. przez rabina Isserlesa ha-Mappa [Obrus]), stała się niekwestionowanym autorytetem dla całego świata żydowskiego. W latach 1574–1575 w Wenecji wydano jego kolejne dzieło Kesef Miszne, które było komentarzem do kodeksu Miszne Tora Majmonidesa.
Po jego śmierci ukazało się w 1598 roku w Salonikach dzieło Kelalei ha-Talmud, zajmujące się tematyką metodologii Talmudu. W 1605 roku w Salonikach pod tytułem Bedek ha-Bajit ukazały się dodatki i poprawki Karo do Bejt Josef. W 1646 roku, równocześnie w Wenecji i Lublinie ukazało się wyjątkowe dzieło literackie Karo – Maggid Meiszarim (Kaznodzieja Sprawiedliwości). Jest ono uznawane za arcydzieło literatury rabinicznej. Książka ta ma formę mistycznego pamiętnika spisywanego przez Karo przez pięćdziesiąt lat życia. Opisał w niej nocne wizyty aniołów, które zachęcały go do prawości, ascezy i studiowania kabały. W 1791 roku w Salonikach ukazało się dzieło Avkat Rochel, a w 1799 roku Deraszot.

## Znaczenie
Rabin Józef Karo był traktowany jako przywódca duchowy całego pokolenia narodu żydowskiego. W sytuacjach, gdy opinie halachiczne autorytetów religijnych były rozbieżne, Karo był najbardziej poważaną osobą podejmującą decyzje (posek). Wydawane przez niego decyzje (psak din) były wiążące w danej sprawie. Poza wiedzą talmudyczno-halachiczną, Karo był także kabalistą. Jego mistycyzm nie miał jednak charakteru spekulacyjnego, ale był wyważony i rozsądny. Wypędzenie Żydów z Hiszpanii zaciążyło nad całym ówczesnym pokoleniem, wywierając silne wrażenie katastrofy na wszystkich umysłach. Wielu Żydów spostrzegało w tych wydarzeniach znaki czasu towarzyszące przyjściu Mesjasza. Również i Karo w ten sposób spostrzegał ówczesne wydarzenia, zachęcając wiernych, by nie zaniedbywali nauki religijnej.